# 季科京日本美术馆

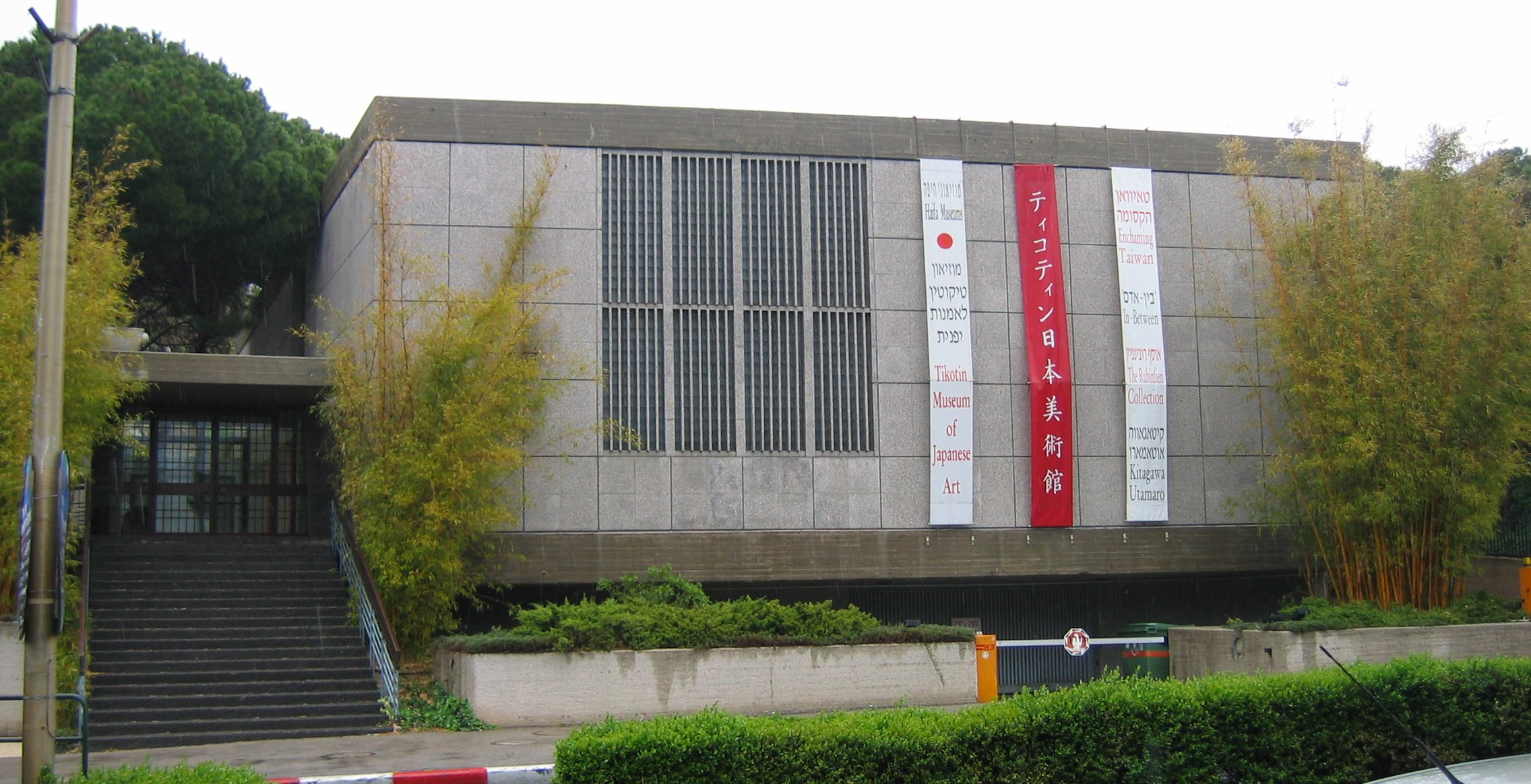

季科京日本美术馆（‎）是以色列海法的一座日本艺术博物馆，位于迦密山山脊。这是中东地区唯一的同类博物馆。該館于1959年由费利克斯·季科京创办。

## 历史

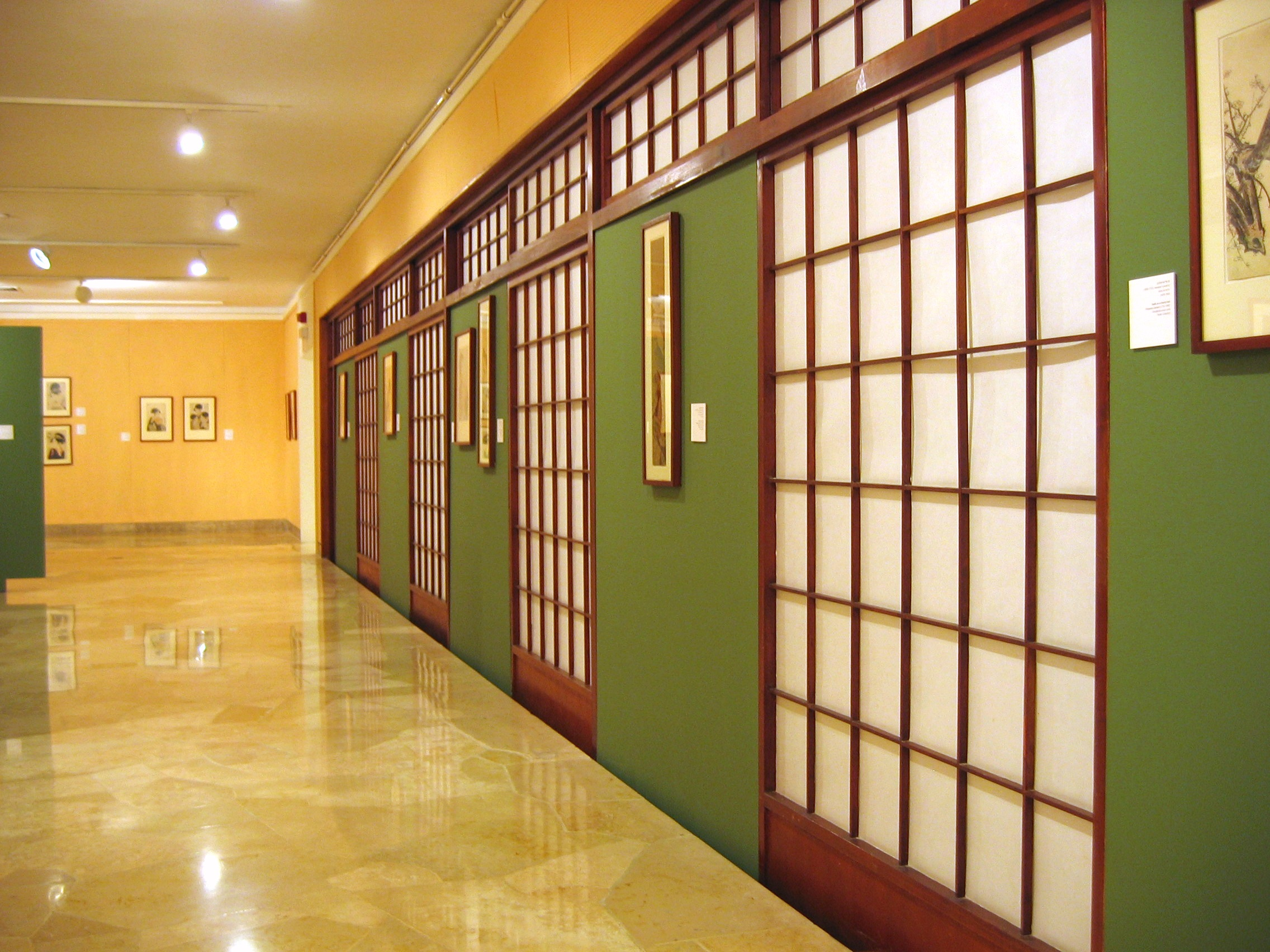

费利克斯·季科京是荷兰的一名专业的建筑师，是国际知名的日本艺术品收藏家和经销商。四十年多来，他收藏了一批珍贵而稀有的日本艺术品。在第二次世界大战期间，因为他是犹太人，被迫逃离，但把收藏品藏在荷兰，不让它们落入纳粹手中。。战后，季科京决定将他的藏品捐赠给以色列的一个博物馆。他在1956年来到以色列，遇见海法市长 Abba Hushi，决定将藏品留在海法，专门建立一个展馆。

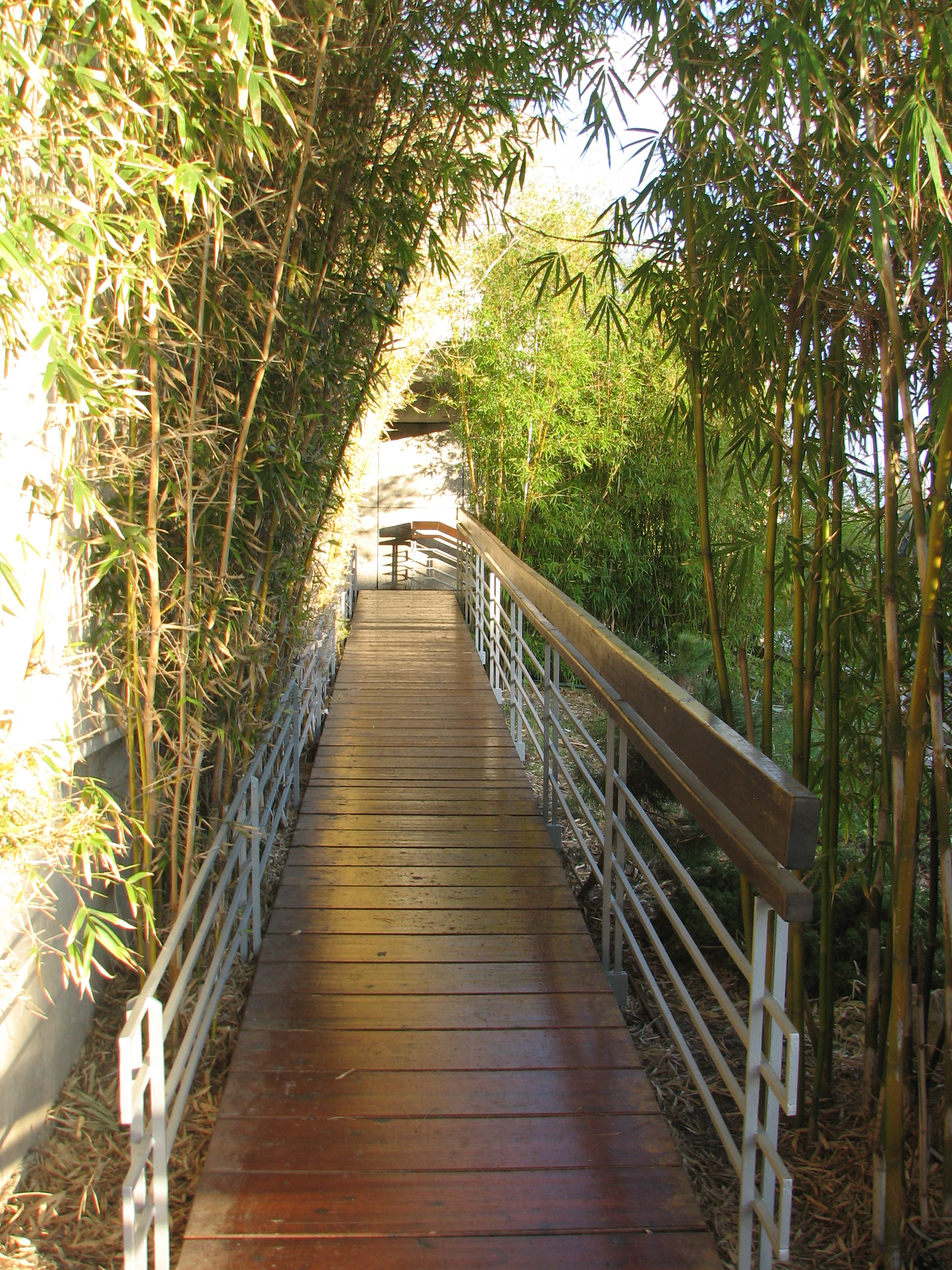